# Anne-Marie Métailié
Anne-Marie Rumeau, devenue après son mariage Anne-Marie Métailié (née  le 1er février 1944, à Sidi Bel Abbès, en Algérie française) est une éditrice, traductrice et sociologue française. Elle est la fondatrice des éditions Métailié.

## Biographie

### Famille, formation et débuts
Anne-Marie Rumeau naît le 1er février 1944 à Sidi Bel Abbès alors en Algérie française. Son père André Rumeau est vétérinaire et sa mère Georgette Rumeau, née Auliac, est secrétaire.
Le 24 décembre 1964, elle se marie à Jacques Métailié, architecte. Ensemble, il auront un fils Frédéric qui naît en 1966.
Anne-Marie Métailié possède une Licence d'espagnol et de portugais, un DESS de sociologie et est diplômée de l'Institut d'études politiques de Paris,,.
À l'issue de ses études, elle est professeure d'espagnol dans l'enseignement secondaire entre 1966 et 1970.
De 1971 à 1976, elle travaille à la Maison des sciences de l'Homme à Paris en tant qu'ingénieure de recherche. Elle y collabore notamment avec Alain Touraine et Pierre Bourdieu. C'est au cours d'une enquête demandée par ce dernier qu'elle rencontre le monde de l'édition. Elle y interviewe une soixantaine d'éditeurs, dont Jérôme Lindon directeur des Éditions de minuit. À l’issue de son enquête, elle démissionne pour créer sa propre maison d'édition. En parallèle, elle est chargée de communications de l'association des âges.

### Éditrice
À la suite de sa rencontre avec Jérôme Lindon, elle fonde les éditions Métailié en 1978 et publie son premier livre en 1979,. Lors de la création de la maison d'édition, elle souhaite publier des ouvrages de sciences humaines, mais les mauvais chiffres de vente de ce type d'ouvrage au début des années 1980 la pousse à se tourner vers la littérature et plus particulièrement vers la littérature hispanophone et lusophone.
Elle n'a aucune formation dans le métier de l'édition et apprend sur le tas en échangeant avec des confrères et des consœurs notamment Odile Pidoux-Payot et des professionnels des métiers du livres,.
En 1992, elle publie pour la première fois en France, l'écrivain chilien Luis Sepúlveda,.
Le 1er juillet 2023, elle laisse la direction des éditons Métailié à son fils Frédéric tout en conservant la direction littéraire.

### Traductrice
Anne-Marie Métailié est également traductrice. Elle traduit principalement des romans pour le compte de sa maison d'édition de l'espagnol ou du portugais vers le français. Elle a notamment traduit plusieurs livres de Luis Sepúlveda.

## Publications

### Comme traductrice
- Rubén Bareiro Saguier, Pacte du sang : récits du Paraguay, Éditions du Cerf, 1971, 120 p.[16]
- Ernesto Cardenal, Anthologie poétique, Éditions du Cerf, 1974, 182 p.[17]
- Luis Sepúlveda, Histoire d'une mouette et du chat qui lui apprit à voler, Éditions Métailié, 1996, 182 p. (ISBN 978-2-86424-490-5)[18]
- Óscar Collazos, La baleine échouée, Éditions Métailié, 2000, 105 p. (ISBN 978-2020413534)[19]
- Luis Sepúlveda, L'ange vengeur, Éditions Métailié, 2006, 59 p. (ISBN 978-2864245841)[20]
- Luis Sepúlveda, Histoire d'un escargot qui découvrit l'importance de la lenteur, Éditions Métailié, 2014, 92 p. (ISBN 979-10-226-0133-7)[21]
- Luis Sepúlveda, Histoire d'un chien mapuche, Éditions Métailié, 2016, 94 p. (ISBN 979-10-226-0521-2)[22]
- Luis Sepúlveda, Histoire d'une baleine blanche, Éditions Métailié, 2019, 116 p. (ISBN 979-10-226-0901-2)[23]

## Récompenses et distinctions

### Officielles françaises
- Chevalière de la Légion d'honneur en 1999[24]
- Officière de l'ordre des Arts et des Lettres en 2004[25]
- Officière de l'ordre national du Mérite en 2012[26]

### Officielles étrangères
- Officier de l'ordre national de la Croix du Sud en 1989[27]

### Prix
- Prix du Mérite éditorial décerné par la Foire internationale du livre de Guadalajara en 2014[28]